# Xanthopyreniaceae
Xanthopyreniaceae é uma família de fungos pertencente à classe Collemopsidiomycetes do filo Ascomycota. A família esteve incluída na ordem Dothideales da classe Arthoniomycetes, mas a sua classificação taxonómica no contexto dos ascomicetas alterada com a criação da ordem Collemopsidiales e da Collemopsidiomycetes, resultado da aplicação das técnicas da filogenética molecular.